# Procés d'arrencada dels dispositius Android
El procés d'arrencada dels dispositius Android comença a l'encesa del SoC (sistema en un xip) i acaba amb la visibilitat de la pantalla d'inici, o en modes especials com la recuperació i l'arrencada ràpida. El procés d'arrencada dels dispositius que executen Android està influenciat pel disseny del firmware dels fabricants de SoC.

## Rerefons
A partir del 2018, el 90% dels SoC del mercat d'Android són subministrats per Qualcomm, Samsung o MediaTek. Altres venedors inclouen Rockchip, Marvell, Nvidia i anteriorment Texas Instruments.

## Història
L'arrencada verificada, una mesura de seguretat d'arrencada, es va introduir amb Android KitKat.

## Etapes

### Carregador d'arrencada principal
El carregador d'arrencada primari (PBL), que s'emmagatzema a la ROM d'arrencada és la primera etapa del procés d'arrencada. Aquest codi està escrit pel fabricant del chipset.
El PBL verifica l'autenticitat de la següent etapa.
Als telèfons intel·ligents Samsung, la clau d'arrencada segura de Samsung (SSBK) l'utilitza la ROM d'arrencada per verificar les següents etapes.
Als SoC de Qualcomm, és possible entrar al mode de descàrrega d'emergència de Qualcomm des del carregador d'arrencada principal.
Si la verificació del carregador d'arrencada secundari falla, introduirà EDL.

### Carregador d'arrencada secundari
Com que l'espai a la ROM d'arrencada és limitat, s'utilitza un carregador d'arrencada secundari a l'eMMC o eUFS. El carregador d'arrencada secundari inicialitza TrustZone.
Al Qualcomm MSM8960, per exemple, el carregador d'arrencada secundari 1 carrega el carregador d'arrencada secundari 2. El carregador d'arrencada secundari 2 carrega TrustZone i el carregador d'arrencada secundari 3.
L'SBL ara s'anomena XBL per Qualcomm i utilitza UEFI per ser compatible amb altres sistemes operatius que no siguin Android en la segona etapa.

### Aboot
Qualcomm utilitza Little Kernel, MediaTek utilitza Das U-Boot. Little Kernel és un micronucli per a dispositius incrustats, que ha estat modificat per Qualcomm per utilitzar-lo com a carregador d'arrencada d'Android. El carregador d'arrencada d'Android (Aboot), que implementa la interfície d'arrencada ràpida (que està absent als dispositius Samsung). Aboot verifica l'autenticitat de les particions d'arrencada i recuperació. En prémer una combinació de tecles específica, els dispositius també poden arrencar en mode de recuperació. Després, Aboot transfereix el control al nucli de Linux.

## Distribució de la partició
El sistema Android està dividit en diferents particions.
La plataforma Qualcomm fa ús de la taula de particions GUID, encara que aquesta especificació forma part de l'especificació UEFI, no depèn del firmware UEFI.